# 238
238是237与239之间的自然数。

## 在數學中
- 合數，正因數有1、2、7、14、17、34、119和238。
質因數分解為{\displaystyle 2\times 7\times 17}。
- 虧數，真因數和為194，虧度為44。
- 不尋常數，大於平方根的質因數為17。
- 無平方數因數的數。
- 第23個楔形數。前一個為231、下一個為246。
- 十进制的奢侈數。
- 第14個不可及數。前一個為216、下一個為246。
- {\displaystyle 6\times 242\pm 1}是孿生質數
- 無平方數因數的數
- 首13個質數和

238=2+3+5+7+11+13+17+19+23+29+31+37+41

## 在人類文化中
- 新北市樹林區的郵遞區號為238

## 在自然科學中
- 鈾-238是鈾中最穩定的同位素，但經慢中子撞擊後會變成鈾-239，然後衰變到鈈，也可以進行核反應

## 在其他領域中
- 西元238年和前238年